# 大阪外語専門学校
大阪外語専門学校（おおさかがいごせんもんがっこう）は、学校法人文際学園が運営する大阪市中央区にある専修学校。
外国語を実践的に学ぶ専修学校で、1年制の課程と2年制の課程を併設している。英語を中心としているが、韓国語や中国語を学べる学科も設置されている。
航空業界やホテル・観光業界・旅行業界等の語学力が求められる職種への就職を希望する学生や、翻訳家や通訳を目指す学生、児童英語教育を志望する学生、英語圏諸国への留学を希望する学生などに対応した学科が設置されている。
愛知県岡崎市にある愛知産業大学短期大学と学務提携を行っている。過去には佛教大学と学務提携が行われていた。

## 学科
- キャビンアテンダント・エアライン科（元・フライトアテンダント・エアライン科）（2年制）
  - キャビンアテンダント専攻
  - グランドスタッフ専攻
  - エアポートスタッフ専攻
- 国際観光・ホテル・ブライダル科（2年制）
  - ホテル・ブライダル専攻（ホテル分野／ブライダル分野）
  - 旅行・観光専攻
- 総合英語科（2年制）
  - 総合英語専攻
  - 大学編入専攻
- 英語通訳・翻訳科（元・英語通訳科、元・英語翻訳科）（2年制）
  - 通訳基礎専攻
  - 翻訳基礎専攻
- アジア言語ビジネス科（元・国際関係学科）（2年制）
  - 韓国語・英語ビジネス専攻
  - 中国語・英語ビジネス専攻
- 国際留学科（元は専科・留学科）（1年制）
  - 海外大学進学専攻

## 出身者
- 谷口和史 - 政治家（公明党神奈川県議会議員、元同党衆議院議員）
- 岡田圭右 - タレント（ますだおかだ）
- 筒泉寿一 - 政治家（明石市議会議員 ）

## 交通
- 京阪本線・地下鉄谷町線 天満橋駅 南西へ
- 地下鉄谷町線・中央線 谷町四丁目駅 北西へ
- 地下鉄堺筋線・中央線 堺筋本町駅 北東へ
- 地下鉄堺筋線 北浜駅 南東へ
  - 各駅からいずれも徒歩10分前後